# Physique de la tristesse
Pour plus de détails, voir Fiche technique et Distribution.
Physique de la tristesse est un court métrage d'animation canadien réalisé par Theodore Ushev et sorti en 2019.
Physique de la tristesse est co-écrit par Ushev, un cinéaste d'animation québécois d’origine bulgare, et l'écrivain bulgare Guéorgui Gospodínov. Le film est l'adaptation du roman Physique de la mélancolie de Gospodínov.
Son 11e film avec l'ONF, il emploie la peinture à l'encaustique (peinture à la cire), utilisé pour la première fois en peinture animée.

## Fiche technique
- Titre anglais : The Physics of Sorrow
- Réalisation : Theodore Ushev
- Scénario : Theodore Ushev et Guéorgui Gospodínov
- Décors :
- Costumes :
- Animation : Theodore Ushev
- Photographie :
- Montage :
- Musique : Isabelle Lussier
- Son :
- Producteur : Marc Bertrand
- Sociétés de production : ONF
- Société de distribution : ONF
- Pays d'origine :  Canada
- Langue originale : français et anglais
- Format : couleur
- Genre : Animation
- Durée : 27 minutes
- Dates de sortie :
  - Canada : 7 septembre 2019 (Festival international du film de Toronto 2019)
  - Suède : 25 janvier 2020 (Göteborg)
  - France : 15 juin 2020 (Annecy 2020)

## Distribution

### Voix anglophones
- Donald Sutherland
- Rossif Sutherland

### Voix francophones
- Xavier Dolan
- Theodore Ushev

## Distinctions
- 2019 :  Prix Guy-L.-Coté remis au meilleur film d'animation canadien, Sommets du cinéma d'animation
- 2020 : Cristal du court métrage et prix FIPRESCI du festival international du film d'animation d'Annecy
- 2020: Prix de la Critique pour le meilleur court métrage (UPCB et UCC) au Festival Anima (Festival international du film d'animation de Bruxelles)